# Поліщук Олег Вікторович
Олег Вікторович Поліщук (нар. 21 липня 1968, Ватутіне, Черкаська область) — народний депутат України.

## Біографія
Народився 21 липня 1968 (м. Ватутіне, Черкаська область); українець.
Освіта: Київський політехнічний інститут (1994), «Теплоенергетика».
1987—1989 — служба в армії.
1989—1990 — електромонтер, Звенигородський районний вузол зв'язку.
1997—1998 — 1-й заступник голови правління ВАТ «Кіровограднафтопродукт».
05.1998 — 05.2002 — Народний депутат України 3-го скликання від ПЗУ, № 17 в списку.
Голова підкомітету з питань зв'язку, інформаційних мереж та пошти Комітету з питань будівництва, транспорту і зв'язку (з 07.1998), член фракції ПЗУ (з 05.1998).
2001 рік — одружився з Катериною Осадчою.
2002 — кандидат у народні депутати від ПЗУ, № 16 в списку.
Народний депутат України 6-го скликання з 06.2008 до 10.2011 від Блоку Литвина, № 22 в списку.
На час виборів: керівник напрямку маркетинґу та аналітики ТОВ «Торгова гільдія», член ТПУ.
Член Комітету Верховної Ради України з питань транспорту і зв'язку.
Член Тимчасової слідчої комісії Верховної Ради України з питань розслідування обставин смерті народного депутата України IV скликання І. Плужникова та заволодіння невідомими особами його власністю, акціями телекомпанії «Інтер».